# It Soal
It Soal is een kanaal in de Friese stad Workum.
Het kanaal It Soal met een lengte van twee kilometer begint bij Sluis Workum en is de verbinding tussen de Diepe Dolte en het IJsselmeer. Aan de noordzijde ligt een jachthaven en een camping. Aan de zuidzijde staat de vuurtoren van Workum.
De deelnemers aan de Strontrace beginnen in de havenkom en kunnen dan It Soal uitvaren.

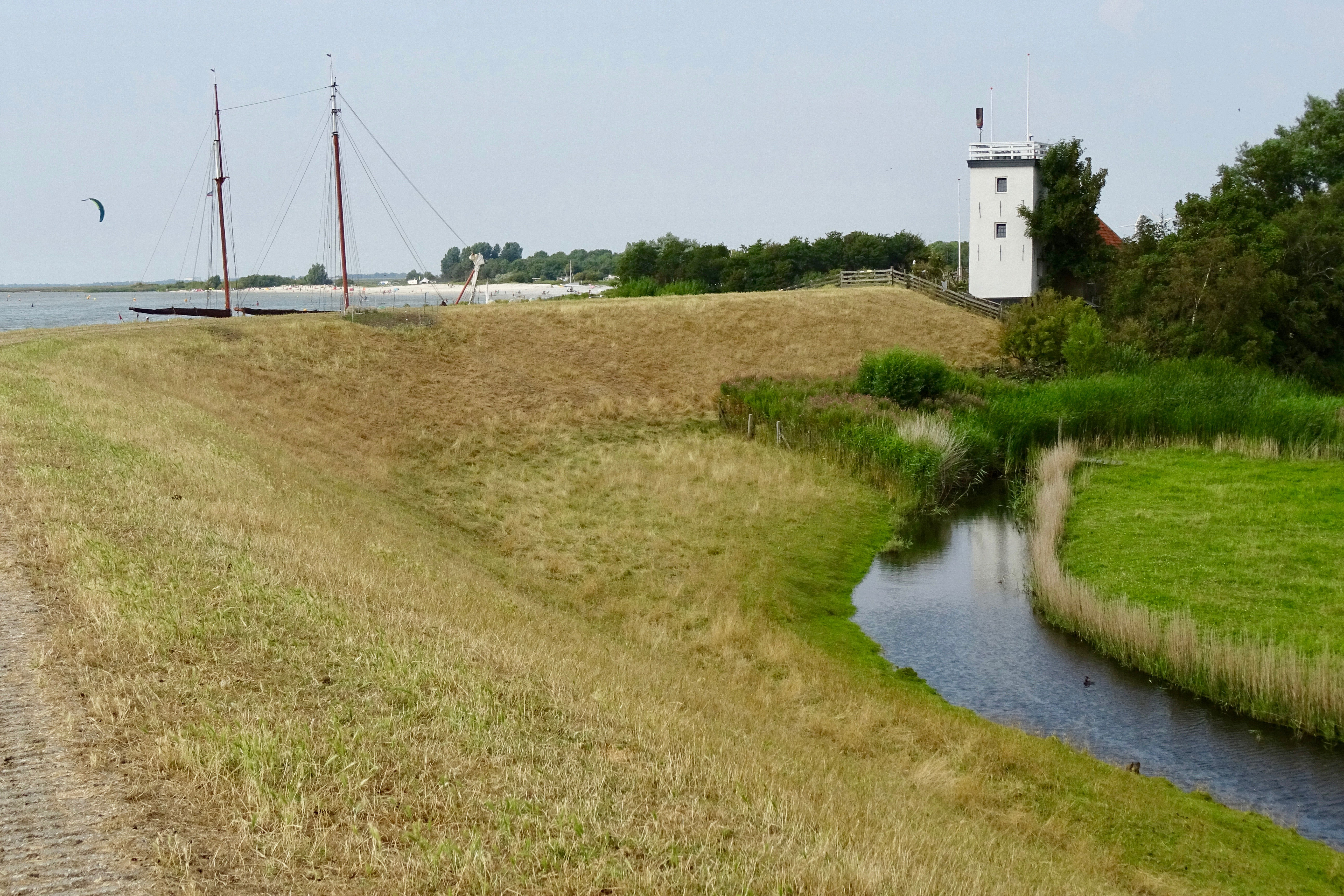
Vuurtoren van Workum bij It Soal en het IJsselmeer